# Độ rỗng
Độ rỗng là tỉ lệ giữa thể tích phần lỗ rỗng hay khoảng trống nằm trong một khối chất hay vật liệu so với tổng thể tích của khối vật liệu đó. Độ rỗng được thể hiện bằng một số thập phân từ 0 đến 1, hoặc bằng tỉ lệ phần trăm từ 0% đến 100%. Đây là một khái niệm phổ biến trong các ngành khoa học Trái Đất, xây dựng, sản xuất, khoa học vật liệu, luyện kim, gốm sứ, y dược...

## Độ rỗng trong khoa học Trái Đất
Độ rỗng là một khái niệm hết sức quan trọng và phổ biến trong địa chất, bao gồm địa chất thủy văn, địa chất dầu khí, địa chất công trình, khoa học đất... Ở đó, độ rỗng là tỉ lệ giữa phần lỗ rỗng hay khoảng trống (thường chứa không khí, nước hay dầu) nằm trong một khối đất đá so với tổng thể tích của khối đá đó.
Độ rỗng được tính bằng công thức:
{\displaystyle \phi ={\frac {V_{V}}{V_{T}}}}
Trong đó Vv là thể tích phần lỗ rỗng, VT là tổng thể tích của khối vật chất đang xét, bao gồm cả phần rắn và những lỗ rỗng bên trong. Độ rỗng thường được thể hiện bằng 2 ký hiệu φ hoặc n.
Giá trị độ rỗng là một tỉ số dao động trong khoảng từ 0 đến 1. Những loại đá chặt sít như đá macma đông kết, đá hoa cương... có độ rỗng thường nhỏ khoảng 0,01; sét, than bùn, đá sa thạch có độ rỗng từ 0,1 đến dưới 0,5 trong khi cát bở rời có độ rỗng rất lớn, từ 0,5 đến 0,9.
Độ rỗng của một lớp đá hay tầng trầm tích là một khái niệm quan trọng trong việc đánh giá khả năng chứa nước hay Hydrocarbon của nó. Trong đó độ rỗng bị ảnh hưởng bởi nhiều yếu tố, bao gồm thành phần thạch học, cấu trúc tinh thể kết tinh, độ sâu trầm tích, thời gian trầm tích, tính chất của chất lưu nguyên thủy...
Công thức phổ biến dùng để tính toán mối liên hệ giữa độ rỗng và độ sâu chôn vùi là phương trình Athy (1930):
{\displaystyle \phi (z)=\phi _{0}e^{-kz}\,}
Trong đó {\displaystyle \phi _{0}} là độ rỗng tại bề mặt, {\displaystyle k} là hệ số nén ép (m−1) và {\displaystyle z} là độ sâu (m).
Độ rỗng còn có thể tính từ mật độ khối {\displaystyle \rho _{\text{bulk}}} và mật độ hạt {\displaystyle \rho _{\text{particle}}}:
{\displaystyle \phi =1-{\frac {\rho _{\text{bulk}}}{\rho _{\text{particle}}}}}
Giá trị mật độ hạt thông thường của đất đá là 2,65g/cm³ và có thể được tính toán chính xác hơn qua việc nghiên cứu tính chất thạch học của loại đất đá ấy.
Độ rỗng của trầm tích bở rời được xác định bởi hình dạng, kích cỡ, độ lựa chọn của các hạt trong khối trầm tích ấy. Trong các trầm tích có độ lựa chọn kém, tức là chúng có kích thước hạt dao động trong phạm vi lớn, các hạt nhỏ có xu hướng lấp đầy khoảng trống giữa các hạt lớn hơn, kết quả là tạo ra độ rỗng thấp hơn.

### Độ chọn lọc và độ rỗng
Vật liệu có độ chọn lọc cao (hạt có kích thước xấp xỉ bằng nhau) có độ rỗng cao hơn vật liệu có cùng kích thước nhưng độ chọn lọc thấp hơn (vì những hạt nhõ hơn sẽ lấp đầy khoảng trống giữa những hạt to). Hạt nhỏ có thể lấp đầy chỗ trống và làm giảm đáng kể độ rỗng và độ dẫn thủy lực, trong khi chúng chỉ chiếm một phần nhỏ thể tích của vật.

## Độ rỗng trong dòng chảy 2 pha
Trong dòng chảy 2 pha chất lỏng-khí, độ rỗng là tỉ lệ giữa phần thể tích bị chiếm dụng bởi pha khí so với tổng thể tích của dòng chảy. Giá trị độ rỗng thường không đồng đều tại các điểm khác nhau của dòng chảy, phụ thuộc vào đặc tính cấu trúc của dòng chảy; và cả theo thời gian . Trong dòng chảy không đồng nhất, giá trị này phụ thuộc vào lưu lượng riêng biệt của pha khí và pha lỏng, và cũng phụ thuộc vào tỉ lệ vận tốc giữa 2 pha này.

## Các yếu tố liên quan
Độ rỗng của đất đá có mối liên hệ mật thiết với các tính chất vật lý và cơ học khác như mật độ, khối lượng riêng, tỉ trọng và nhất là độ thấm (Permeability). Đá bọt hay đá phiến sét có độ rỗng cao nhưng hầu như không thấm do các khoảng trống kém kết nối với nhau. Độ rỗng và thấm của một số loại đá có thể được cải thiện thông qua việc gia tăng các khe nứt hoặc hòa tan các vật liệu thứ sinh bên trong khối đá ấy.
Trong khai thác dầu khí hoặc nước ngầm, chính độ thấm mới là tiêu chí quan trọng để đánh giá mức độ hiệu quả của công việc. Dù một khối đá có độ rỗng cao nhưng nếu các khoảng trống đó không kết nối với nhau thì chất lưu trong đó cũng không thể di chuyển ra ngoài tạo thành sản phẩm.

## Phân loại độ rỗng trong địa chất
- Độ rỗng nguyên sinh: Là độ rỗng ban đầu của một khối đá hay trầm tích từ khi mới hình thành.
- Độ rỗng thứ sinh: Là kết quả của những biến đổi hóa học của các khoáng vật bên trong khối đá, có thể tạo ra các khe nứt thứ sinh và gia tăng độ rỗng của toàn khối đá.
- Độ rỗng nứt nẻ: Có liên quan đến hệ thống khe nứt hoặc đứt gãy trong đá và cũng có vai trò như độ rỗng thứ sinh.
- Độ rỗng lỗ hổng (vuggy): Tao ra bởi sự hòa tan hay phân hủy của các mảnh hóa thạch lớn trong đá cacbonat, để lại các lỗ hổng thậm chí là những hang động lớn.
- Độ rỗng hiệu dụng (Độ rỗng mở): Là phần độ rỗng có kết nối với nhau và có thể dẫn chất lưu ra ngoài.
- Độ rỗng không hiệu dụng (Độ rỗng đóng): Là phần độ rỗng không kết nối với nhau hoặc không thông ra ngoài.

## Phương pháp tính độ rỗng
- Phương pháp trực tiếp: Bằng hiệu của tổng thể tích của khối vật chất và thể tích phần khung không có lỗ rỗng.
- Phương pháp quang học: Xác định thông qua diện tích phần lỗ rỗng thấy được qua kính hiển vi. Độ rỗng theo diện tích và thể tích được xem là tương ứng với nhau cho một khối vật chất có lỗ rỗng với cấu trúc ngẫu nhiên[3].
- Phương pháp chụp cắt lớp: Dùng công nghệ CT cắp lớp để dựng hình 3D của toàn khối vật chất trên máy tính.
- Phương pháp thấm ướt[3]: Ngâm khối vật chất vào một loại chất lỏng trong điều kiện chân không để tính lượng chất lỏng chiếm chỗ lỗ rỗng.
- Phương pháp thủy ngân xâm nhập: Sử dụng lực nén để đẩy một chất lỏng không dính ướt (thường là thủy ngân) vào các lỗ rỗng của vật chất. Độ rỗng được tính dựa trên lực nén cần dùng và sức căng bề mặt của chất lỏng. Phương trình cân bằng lực (phương trình Washburn) được biểu diễn như sau:

{\displaystyle P_{L}-P_{G}={\frac {4\sigma \cos \theta }{D_{P}}}}
{\displaystyle P_{L}} = áp suất chất lỏng
{\displaystyle P_{G}} = áp suất chất khí
{\displaystyle \sigma } = sức căng bề mặt chất lỏng
{\displaystyle \theta } = góc thấm ướt của chất lỏng xâm nhập
{\displaystyle D_{P}} = đường kính lỗ rỗng